# Телеф (Эсхил)
«Телеф» (др.-греч. Τήλεφος) — трагедия древнегреческого драматурга Эсхила (первая половина V века до н. э.), сюжет которой связан с мифами троянского цикла. Её текст полностью утрачен за исключением нескольких коротких фрагментов.

## Сюжет и судьба пьесы

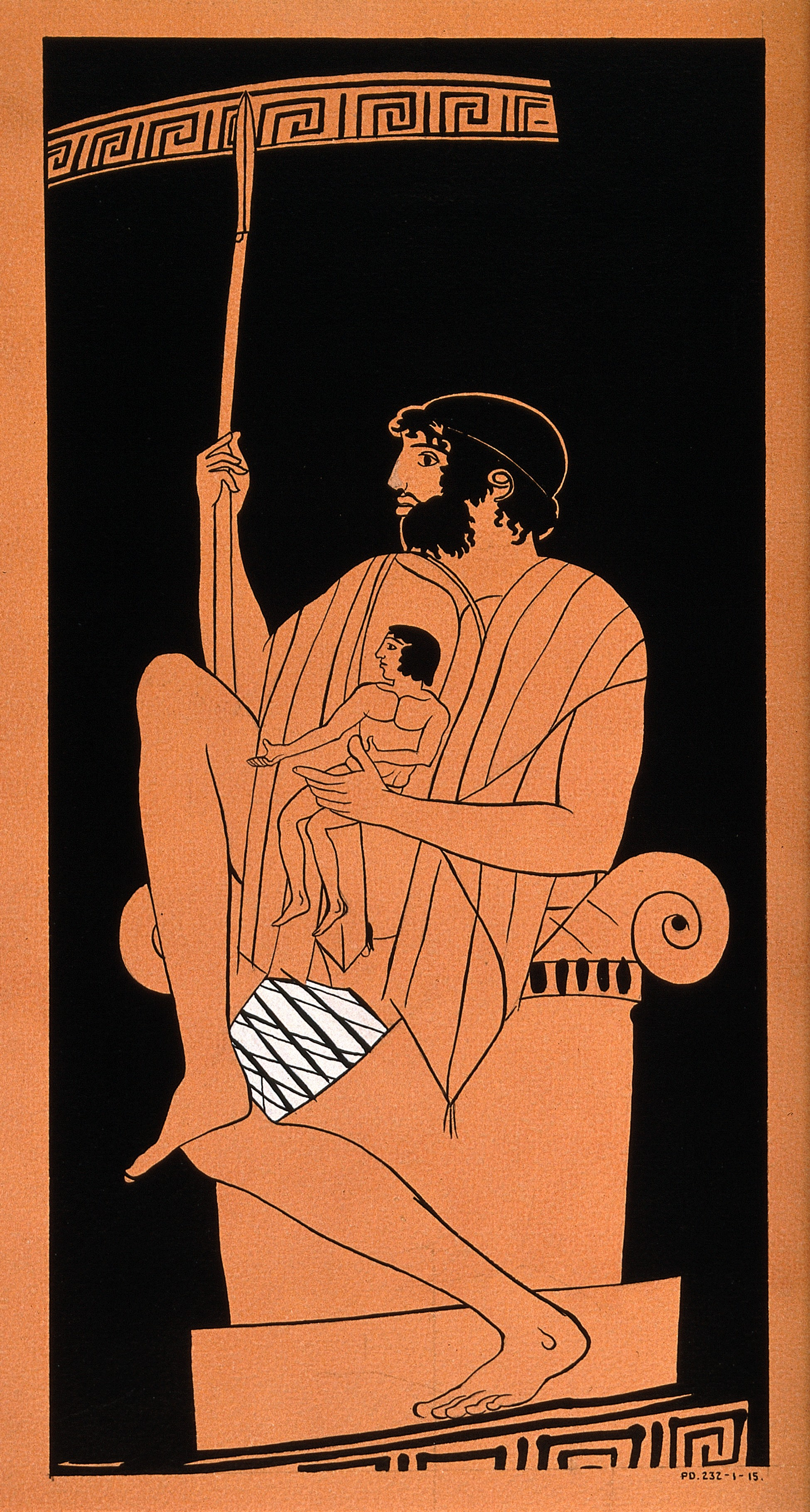
Царь Мисии Телеф с ребёнком на руках (предположительно с Орестом)

«Телеф» — одна из трагедий Эсхила, относящихся к условному троянскому циклу. Её заглавный герой — царь Мисии, который был ранен в бою ахейцами, плывшими к Трое (об этом рассказывала трагедия «Мисийцы»). В «Телефе» этот персонаж, страдая от незаживающей раны, приехал в Аргос и попросил помощи у Агамемнона. Получив отказ, он схватил маленького Ореста и пригрозил, что убьёт его; после этого Агамемнону пришлось уступить. Ахилл насыпал в рану Телефа ржавчины со своего копья, и тот выздоровел.
По трагедии с таким же названием написали Софокл и Еврипид. Текст этих пьес тоже утрачен.
Эсхил написал в общей сложности девять пьес о Троянской войне. У антиковедов нет единого мнения о том, как эти произведения объединялись в циклы. Однако все согласны с тем, что «Телеф» был прямым продолжением трагедии «Мисийцы». Текст «Телефа» утрачен за исключением двух маленьких фрагментов. В одном из них главный герой просит помощи у Агамемнона со словами «Атрид владыка, преклони //
Ко мне слух, о славнейший в ахейцах!»; второй представляет собой сентенцию: «В Аидов дом для всех одна тропа».